# 張維娜
張 維娜（ちょう いな、ラテン文字：Weina Zhang、1978年9月24日 - ）は、中華人民共和国黒竜江省チチハル市出身の女性フィギュアスケートアイスダンス選手。2002年ソルトレイクシティオリンピックアイスダンス中国代表。2003年アジア大会優勝。パートナーは曹憲明。

## 経歴
黒竜江省のチチハル市に生まれ、5歳のころにスケートを始めた。のちに曹憲明とカップルを結成し、アイスダンス選手として活動を始める。1995-1996年、ハルビンで開催された第3回冬季アジア大会に出場し、3位。ISUグランプリシリーズには1997-1998年シーズンから参戦し、1998-1999年シーズンより世界選手権および四大陸選手権にも出場を果たした。
2001-2002年シーズン、ソルトレークシティオリンピックの予選会に指定されたゴールデンスピンで8位となり、オリンピック参加枠を獲得。2002年ソルトレイクシティオリンピックでは22位に終わった。翌2002-2003年シーズン、青森県で開催された冬季d第5回アジア大会で優勝を果たす。同年の2003年世界選手権をもって国際大会からは退き、中国国内で開かれる冬季全中国運動会などに黒竜江省代表として参加している。

## 主な戦績
| 大会/年          | 1995-96 | 1996-97 | 1997-98 | 1998-99 | 1999-00 | 2000-01 | 2001-02 | 2002-03 |
| ---------------- | ------- | ------- | ------- | ------- | ------- | ------- | ------- | ------- |
| オリンピック     |         |         |         |         |         |         | 22      |         |
| 世界選手権       |         |         |         | 22      | 22      | 28      | 20      | 17      |
| 四大陸選手権     |         |         |         | 7       | 9       | 8       | 6       | 7       |
| 中国選手権       |         |         |         |         | 1       |         | 1       |         |
| アジア大会       | 3       |         |         |         |         |         |         | 1       |
| GPスケートカナダ |         |         |         |         | 7       |         |         |         |
| GPラリック杯     |         |         |         |         |         | 11      |         | 8       |
| GPNHK杯          |         |         | 12      |         |         |         |         | 9       |
| ユニバーシアード |         | 5       |         | 5       |         |         |         |         |
| ゴールデンスピン |         |         |         |         |         |         | 8       |         |

### 詳細
| 2004-2005 シーズン |                                |    |    |    |      |
| 開催日             | 大会名                         | CD | OD | FD | 結果 |
| 2004年12月9日-11日 | 2004全国花様滑冰錦標賽（北京） | 1  | 2  | 2  | 2    |

| 2002-2003 シーズン     |                                                      |    |    |    |      |
| 開催日                 | 大会名                                               | CD | OD | FD | 結果 |
| 2003年3月24日-30日     | 2003年世界フィギュアスケート選手権（ワシントンD.C.） | 9  | 18 | 17 | 17   |
| 2003年2月10日-16日     | 2003年四大陸フィギュアスケート選手権（北京）         | 7  | 7  | 7  | 7    |
| 2002年11月28日-12月1日 | ISUグランプリシリーズ NHK杯（京都）                  | 11 | 10 | 9  | 9    |
| 2002年11月14日-17日    | ISUグランプリシリーズ ラリック杯（パリ）             | 9  | 9  | 8  | 8    |